# Fabiola Beracasa de Beckman
Fabiola Beracasa de Beckman es una empresaria, productora de cine y televisión y filántropa venezolana nacida en Caracas. Es copropietaria de The Hole Gallery, una galería de arte en la ciudad de Nueva York.

## Primeros años y estudios
María Fabiola Beracasa nació en Caracas, Venezuela, hija de Alfredo Beracasa, un banquero e industrial venezolano, y de la modelo y diseñadora Verónica Hearst. Asistió al internado Chateau Mont-Choisi en Lausana, Suiza, y luego al Boston College de Massachusetts. Fue directora creativa de Circa, una compañía de joyería, hasta el año 2008. Es copropietaria y directora creativa de The Hole Gallery, una galería de arte ubicada en la ciudad de Nueva York.

## Carrera
Mientras asistía a la escuela, Beracasa hizo una pasantía de verano de cuatro años en el estudio de Chanel en París. Trabajó en la oficina de Nueva York de Christian Dior supervisando eventos especiales.
Beracasa produjo Desert Dancer, una película sobre un bailarín iraní que se esforzó por alcanzar su sueño a pesar de las prohibiciones en su país natal. También se ha desempeñado como productora de The Grant, un programa de televisión en el que los empresarios compiten por una financiación. En 2015 fundó la compañía de producción Planted Projects.
Además de su trabajo como productora, Beracasa Beckman ofició como editora colaboradora de la revista Elle y actualmente es editora de Interview Magazine. Es miembro de la junta del Fondo de Producción Artístico y asesora de la Academia de Artes de Nueva York.
Produjo la película The First Monday in May, un documental sobre la gala y la exposición de primavera del Museo Metropolitano de Arte titulada China: Through the Looking Glass. La película abrió el Festival de Cine de Tribeca en su edición de 2016.

## Filantropía
Beracasa Beckman es embajadora de educación de More Than Me, una escuela femenina en Liberia que apoya a infantes vulnerables y en riesgo. Es miembro de Friends of Finn, una organización que difunde información sobre las fábricas de cachorros. Creó la iniciativa Snap-X como parte de la Fundación Petfinder, encargada de facilitar la labor de adopción de animales en refugios.

## Plano personal
Beracasa vive en Nueva York con su esposo Jason Beckman y sus hijos Julien Alfredo y Felix Sidney. Se casó con Beckman, fundador de la compañía Colbeck Capital Management, en junio de 2014.